# St. Matthäus (Frauenaurach)

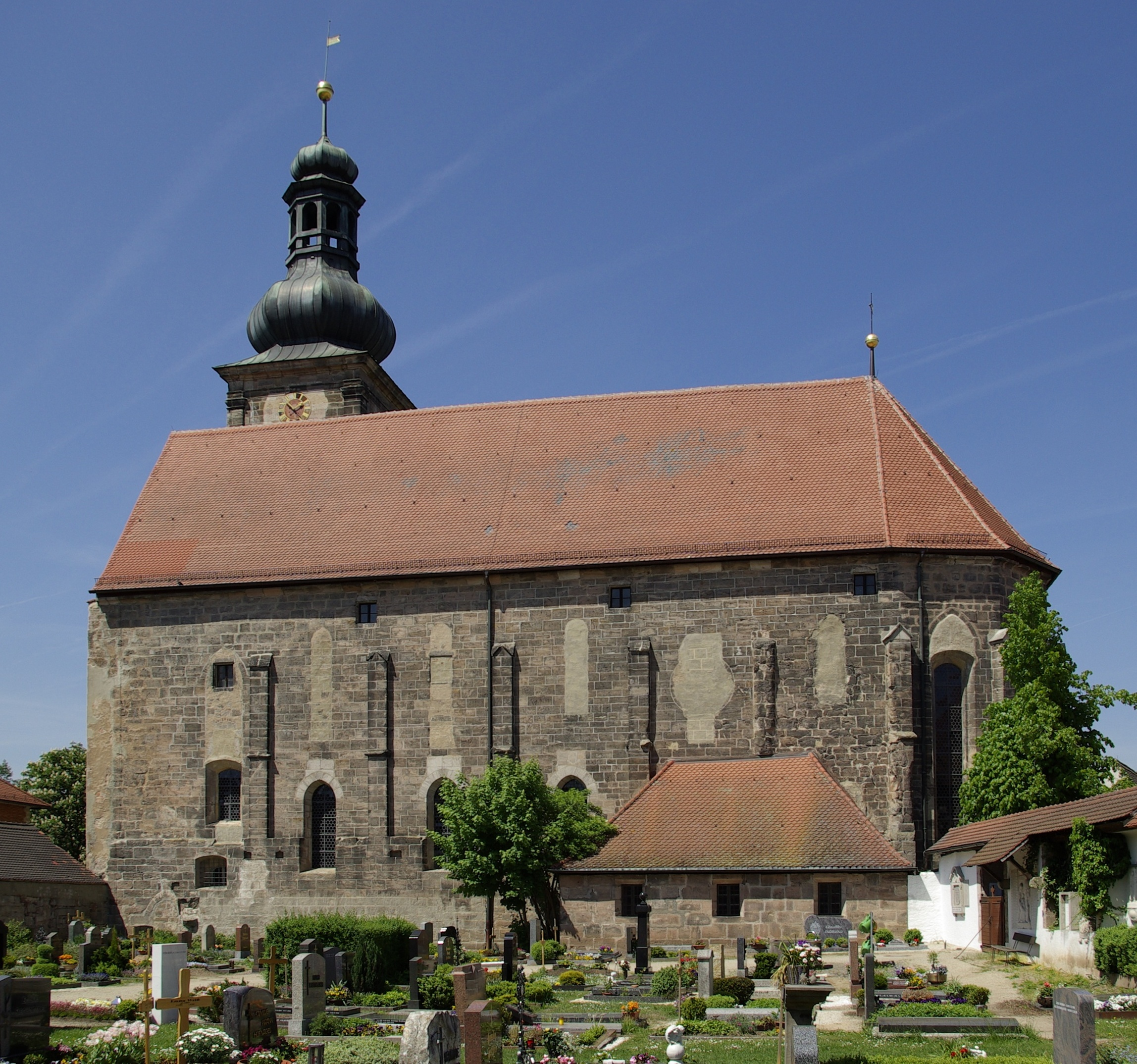
St. Matthäus (Frauenaurach)

Die evangelische, denkmalgeschützte Pfarrkirche St. Matthäus steht in Frauenaurach, einem Gemeindeteil der kreisfreien Stadt Erlangen (Mittelfranken, Bayern). Das Bauwerk ist unter der Denkmalnummer D-5-62-000-867 als Baudenkmal in der Bayerischen Denkmalliste eingetragen. Die Kirchengemeinde gehört zur Pfarrei Frauenaurach im Dekanat Erlangen im Kirchenkreis Nürnberg der Evangelisch-Lutherischen Kirche in Bayern.

## Geschichte
Die 1271 vollendete ehemalige Klosterkirche St. Maria des Klosters Frauenaurach wurde in den folgenden Jahrhunderten mehrfach nach Zerstörungen wiederhergestellt und umgebaut. Seit dem 16. Jahrhundert ist sie die evangelisch-lutherische Pfarrkirche St. Matthäus von Frauenaurach.

## Beschreibung
Die Saalkirche von ehemals sechs Jochen des Langhauses, dessen Wände von Strebepfeilern gestützt werden, hat einen gleich breiten Chor mit Fünfachtelschluss im Osten. Der Kirchturm wurde im Westen an die Nordwand des Langhauses 1707 angefügt. Er wurde 1717 um zwei Geschosse mit Lisenen an den Ecken aufgestockt und mit einer Welschen Haube bedeckt. Das oberste Geschoss beherbergt die Turmuhr und den Glockenstuhl, in dem vier Kirchenglocken hängen.
Die Orgel mit 19 Registern, 2 Manualen und einem Pedal wurde 1960 von der Orgelbau Mann gebaut.